# シュミレーション
もしかして
- シミュレーション

ではありませんか？